# Kaltrecycling

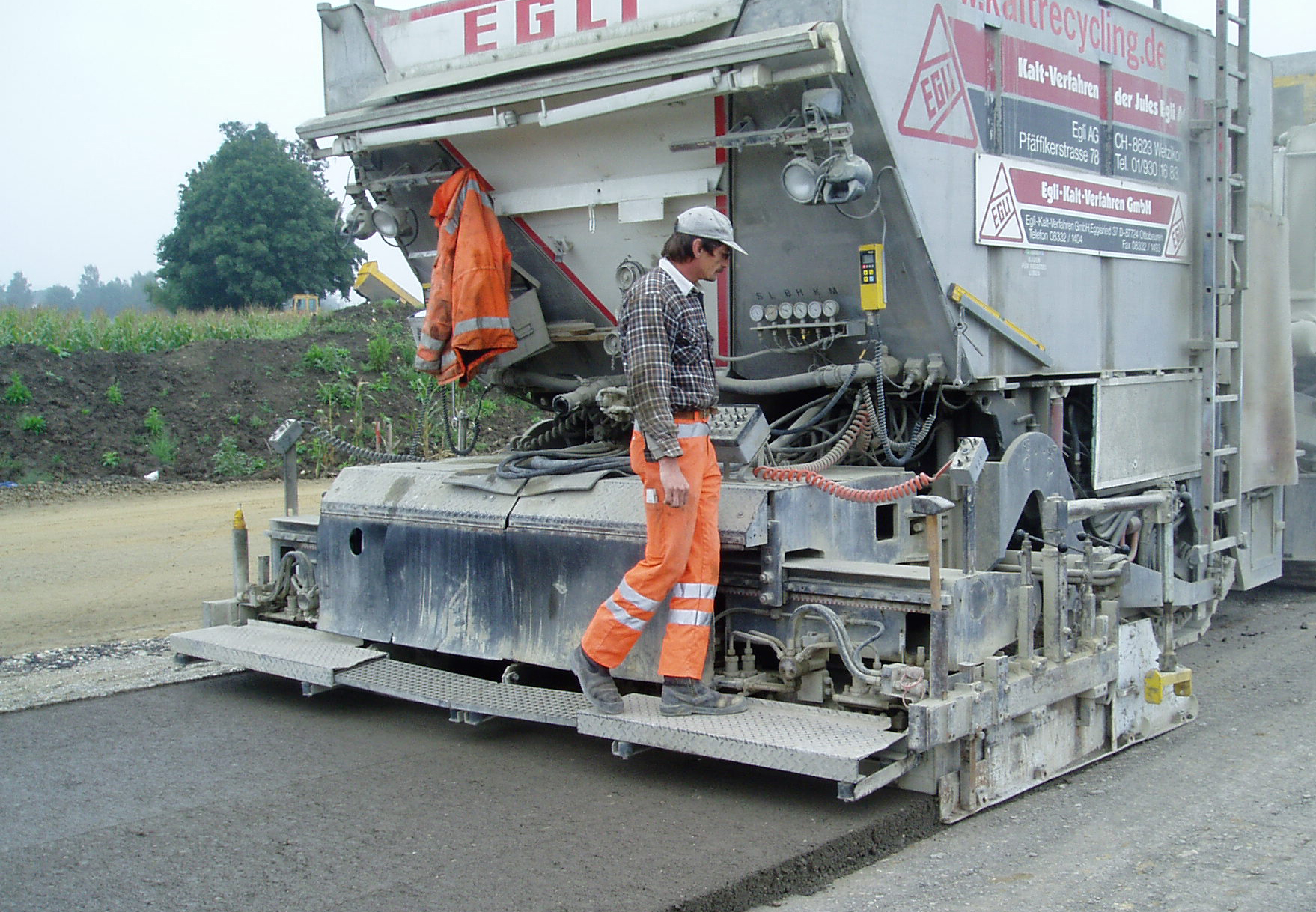
Einbau einer Straßenbefestigung im Kaltmischverfahren

Kaltrecycling (auch Kaltmischverfahren) ist ein Bauverfahren im Straßen- und Wegebau und umfasst das Fräsen, Aufnehmen und Mischen sowie Einbauen von bituminösen Straßenbefestigungen bis zu einer Tiefe von 30 cm. Als Bindemittel kommt entweder Zement, Bitumenemulsion oder Schaumbitumen zum Einsatz. Vorteil dieses Bauverfahrens ist der geringe Energiebedarf sowie die Eignung für Straßenbefestigungen. Eine Gesundheitsgefährdung ist durch die fehlende Erwärmung ausgeschlossen.

## Normen und Standards
- Merkblatt für Kaltrecycling in situ (M KRC)